# Свети Евмен
Свети Евмен (Евмений) (на латински: Saint Eumenes, Eumenius) е епископ на Гортина в Крит през 7 век (някои извори посочват 3 век). Неговият празник е на 18 септември.

## Биография
Като млад той се отказва от богатството си и е избран за епископ на Гортина. Множество чудеса му се приписват: убил отровна змия, изкарвал демони, лекувал болните. Правел чудеса в Гортина, Рим и Тиваида.
Умира в изгнание в Тиваида.